# フランツ・シュトルツ
フランツ・シュトルツ（Franz Stolz、2001年2月14日 - ）は、オーストリア・シュタイアーマルク州ブルック・アン・デア・ムーア出身のサッカー選手。U-21オーストリア代表。ポジションはゴールキーパー。

## 経歴

### クラブ
SVオーバーアイヒでサッカーを始め2012-13シーズン、SCブルック/ムーアに移籍する。
2013年7月から2シーズンに渡りグラーツァーAK のアカデミーに在籍。2015年7月にオーストリア・ブンデスリーガ2部に属するカプフェンベルガーSVのアカデミーに移籍する。
2018-19シーズンにはカプフェンベルガーSVのトップチーム昇格を果たし、2018年8月フローリツドルファーAC戦でメンバー入りする。
2019年6月、SKUアムシュテッテン戦で先発し、オーストリア・ブンデスリーガ2部デビューを果たす。カプフェンベルガーSVでは合計32試合に出場する。
2021-22シーズン、オーストリア・ブンデスリーガ2部の SKNザンクト・ペルテンに2024年6月までの契約で移籍する。

### オーストリア代表
2018年9月、ノルウェー戦でU-18オーストリア代表デビューする。
2021年3月、サウジアラビア戦でU-21オーストリア代表デビューする。